# Kiglon Football Club
Le Kiglon Football Club est un club zimbabwéen de football basé à Chitungwiza.